# Lecha

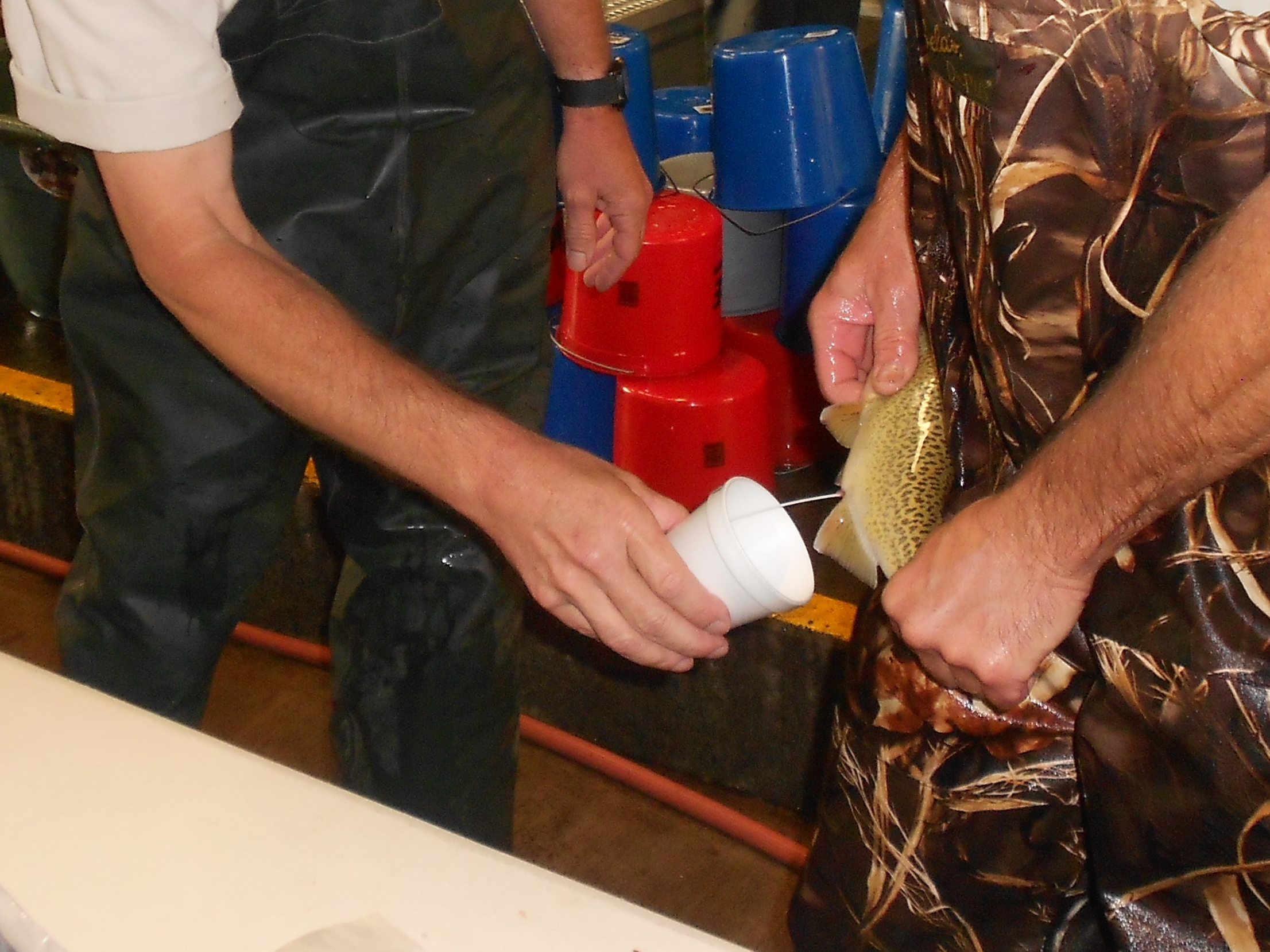
Recolección de lecha de salmón

La lecha es el fluido seminal de los peces, moluscos y otros animales acuáticos que se reproducen esparciendo este fluido, que contiene los espermatozoides, sobre las huevas.

## Gastronomía
La lecha también hace referencia a los genitales masculinos de los peces cuando estos contienen semen, usados como alimento.
En la gastronomía de muchos países la lecha se sirve frita.
En la gastronomía rusa, la lecha del arenque (en ruso: молока, moloka) se sirve en escabeche, de la misma forma que otros peces, pero se come por separado, a veces combinada con huevas de arenque en escabeche.
En la gastronomía japonesa, la lecha (en japonés: 白子, shirako) de bacalao (tara), rape (anko) y pez globo (fugu) son un manjar.
En la gastronomía siciliana, la lecha de atún, llamada lattume, se emplea como pasta de relleno.